# ديبورا رابينوفيتش
ديبورا رابينوفيتش (9 سبتمبر 1947-18 أغسطس 1987) كانت عالمة بيئة صاغت المعاني السبعة للندرة في مجال البيئة النباتية. كانت أستاذة في قسم علم البيئة والنظاميات في جامعة كورنيل.

## النشأة والتعليم
وُلِدت رابينوفيتش ونشأت في ويليمانتيك بولاية كونيتيكت، وهي ابنة لويس ومارغريت رابينوفيتش. التحقت بالمدارس العامة وحصلت لاحقًا على شهادتها الجامعية في علم الأحياء من نيو كوليدج أوف فلوريدا في ساراسوتا. في عام 1975 نالت درجة الدكتوراه في علم الأحياء السكاني من جامعة شيكاغو.
ركزت أطروحتها في جامعة شيكاغو على أشجار القرم. بدأ اهتمامها بعلم بيئة المنغروف وتقسيم المناطق خلال فترة دراستها الجامعية في نيو كوليدج. لقد نظرت الأدبيات السابقة والتكهنات حول سبب تخصيص مستنقعات المنغروف في الغالب إلى التفاوتات المختلفة للظروف الفيزيائية على طول تدرجات المد والجزر بين الأنواع. قامت رابينوفيتش بزراعة كل نوع من أنواع المنغروف في بنما ووجد أن جميع الأنواع نجت في جميع المناطق. ثم انتقلت إلى تحديد ما إذا كانت المشكلة الحقيقية تكمن في التشتت، ويؤدي المد والجزر إلى تشتيت البذور باختلافها في الحجم والوزن، وتتحرك البذور الأكبر بشكل أكبر وأعمق في الركيزة باتجاه البحر في حين يمكن العثور على البذور الأصغر في اتجاه اليابسة. وجدت علاقة قوية بين حجم البذرة ومناطق من عدة مناطق. واصلت دراسة بيئة المنغروف وحولت فهمنا إلى ما هو عليه اليوم.
أصبحت فيما بعد أول عضوة هيئة تدريس في قسم علم البيئة وعلم الأحياء التطوري في جامعة ميشيغان. في عام 1982 انتقلت إلى منصب عضو هيئة تدريس في جامعة كورنيل في قسم علم البيئة والنظاميات في قسم العلوم البيولوجية. تم تشخيص إصابة رابينوفيتش بالسرطان وتوفيت في أغسطس 1987 عن عمر يناهز 39 عامًا.

## الحياة المهنية
ركزت أحد الجوانب البارزة في بحثها على الندرة وعلى النباتات النادرة. في عام 1981 نشرت ورقة وصفت سبع معاني مختلفة لمفهوم «الندرة» باستخدام النباتات البريطانية. كجزء من هذا البحث طورت إطارًا لوصف الأنواع على أنها نادرة بناءً على النطاق الجغرافي وخصوصية الموائل وحجم السكان المحليين. استمر تصنيفها للأنواع النباتية النادرة ليكون بمثابة أساس للبحث المستقبلي في طبيعة ندرة الأنواع النباتية والعوامل التي تدخل في تصنيفها. كان اكتشافها الأكثر بروزًا هو «ندرة النوع المتكرر» هو فئة الأنواع المتناثرة ذات النطاق الجغرافي الأكبر. اهتمت ديبورا بالسياسة الدولية وكانت نشطة في المظاهرات السياسية.
عملت رابينوفيتز كعضو لجنة في مؤسسة العلوم الوطنية والأكاديمية الوطنية للعلوم والجمعية البيئية الأمريكية. كانت مراجعًا متكررًا لعدد من المقالات العلمية.